# Spalacopsis protensa
Spalacopsis protensa là một loài bọ cánh cứng trong họ Cerambycidae.